# 塚原嘉藤

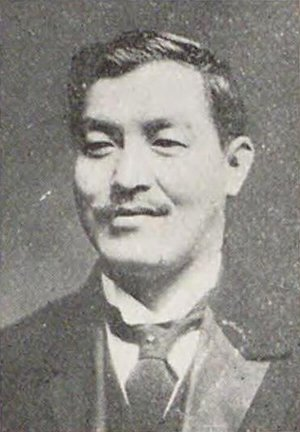
塚原嘉藤

塚原 嘉藤（つかはら よしふじ、1881年（明治14年）10月22日 – 1930年（昭和5年）11月13日）は、日本の衆議院議員（立憲政友会）、弁護士。

## 経歴
長野県東筑摩郡日向村（現在の麻績村）出身。旧制松本中学（長野県松本深志高等学校）、第二高等学校を経て、東京帝国大学法科大学でドイツ法を学び、1909年（明治42年）に卒業した。卒業後は弁護士・弁理士事務所を開業し、株式会社小穴製作所・日本無線電信電話株式会社などの法律顧問を務めた。
1920年（大正9年）、第14回衆議院議員総選挙に出馬し、当選を果たした。1923年（大正12年）、関東大震災の際に保険金問題について活躍し有名になった。
その他、社団法人日本アルプス理事・社団法人清涼飲料研究所理事などを務めた。